# Eritreas damlandslag i volleyboll
Eritreas damlandslag representerar Eritrea i volleyboll på damsidan. Laget deltog i kvalet till VM 2006, men lyckades inte kvalificera sig för huvudturneringen.